# دروازه ناتمام تخت‌جمشید
دروازه ناتمام تخت‌جمشید یکی از مهم‌ترین بناهای تخت‌جمشید، کاخ کوچکی در انتهای خیابان سپاهیان و در شمال حیاط صدستون است که چون کارهای ساختمانی‌اش تمام نشده و طرح و کاربردی مانند دروازه همه ملل دارد، آن را «دروازه نیمه تمام» می‌گویند.
این بنا مشتمل بوده‌است بر یک تالار چهار ستونی با دو درگاه شمالی و جنوبی و دو اتاق جنبی برای پاسداران، شمال کاخ به خیابان سپاهیان متصل می‌شده‌است و جنوب آن به حیاط شمالی صد ستون، جرزهای هر دو درگاه را می‌خواسته‌اند به صورت گاوان بالدار درآورند اما فرصت تکمیل نیافته‌اند. زیرستون‌ها را هم کار گذارده‌اند و در یکی دو جا قلمه ستون‌ها را هم به پای کار آورده و با در نیمه راه گذاشته‌اند و معلوم است که نتوانسته‌اند آنها را برپا سازند. به دلیل همین ناتمام ماندن کار، دربارهٔ معماری و پیکرتراشی هخامنشی اطلاعات بسیار گران‌بهایی از این مکان به دست می‌آید. ساختمان و طرح مورد نظر در این کاخ را با مقایسه دروازه ملل می‌توان بازسازی کرد.
در شمال این بنا و مشرف بر دیوار شمالی صفه، ساختمان‌هایی وجود داشته‌است که به گواهی اشیای یافت شده در شرق آنها، «دبیرخانه» یا «دیوان سرای شاهی بوده‌اند. در گوشه شمال شرقی صفه، نزدیک به ۳۰ هزار لوحه گلی مهر مانند یافته‌اند که بر آنها به زبان و خط ایلامی اسناد دیوانی تخت جمشید را نگاشته‌اند. در این استاد ایلامی، واژه‌های بسیاری از پارسی باستان و دیگر زبان‌های ایرانی به وام گرفته شده‌است و همین وام واژه‌ها و نیز نام‌های ایرانی مذکور در الواح، مایه گسترش اطلاع دانشوران از زبان و نام‌های ایرانی شده‌است و مدارک بسیار معتبری دربارهٔ دین و آیین آن دوره بر منابع موجود افزوده شده و البته شناخت زبان ایلامی نیز پیشرفت کرده‌است در غرب این دیوانسراء محوطه وسیعی تا دیوار غربی صفه کشیده شده‌است که آثار برج و بارو و دالان و راهرو دارد. در دو قسمت از ساختمان شمالی خیابان سپاهیان، در خاکبرداری‌های سالهای ۱۳۳۱ تا ۱۳۳۳ ش دو سرستون عقاب دو سر یافت‌شد که احتمالاً برای برپایی در یکی از کاخ‌های دورتر از آن مکان بوده‌است ولی فرصت بردنش را نیافته بوده‌اند. تراش و پرداخت این دو اثر، بسیار ظریف و هنرمندانه است. برای نگهداری آنها از آسیب، هر دو بر پایه‌های سیمانی استوار شده‌اند.

## نگارخانه

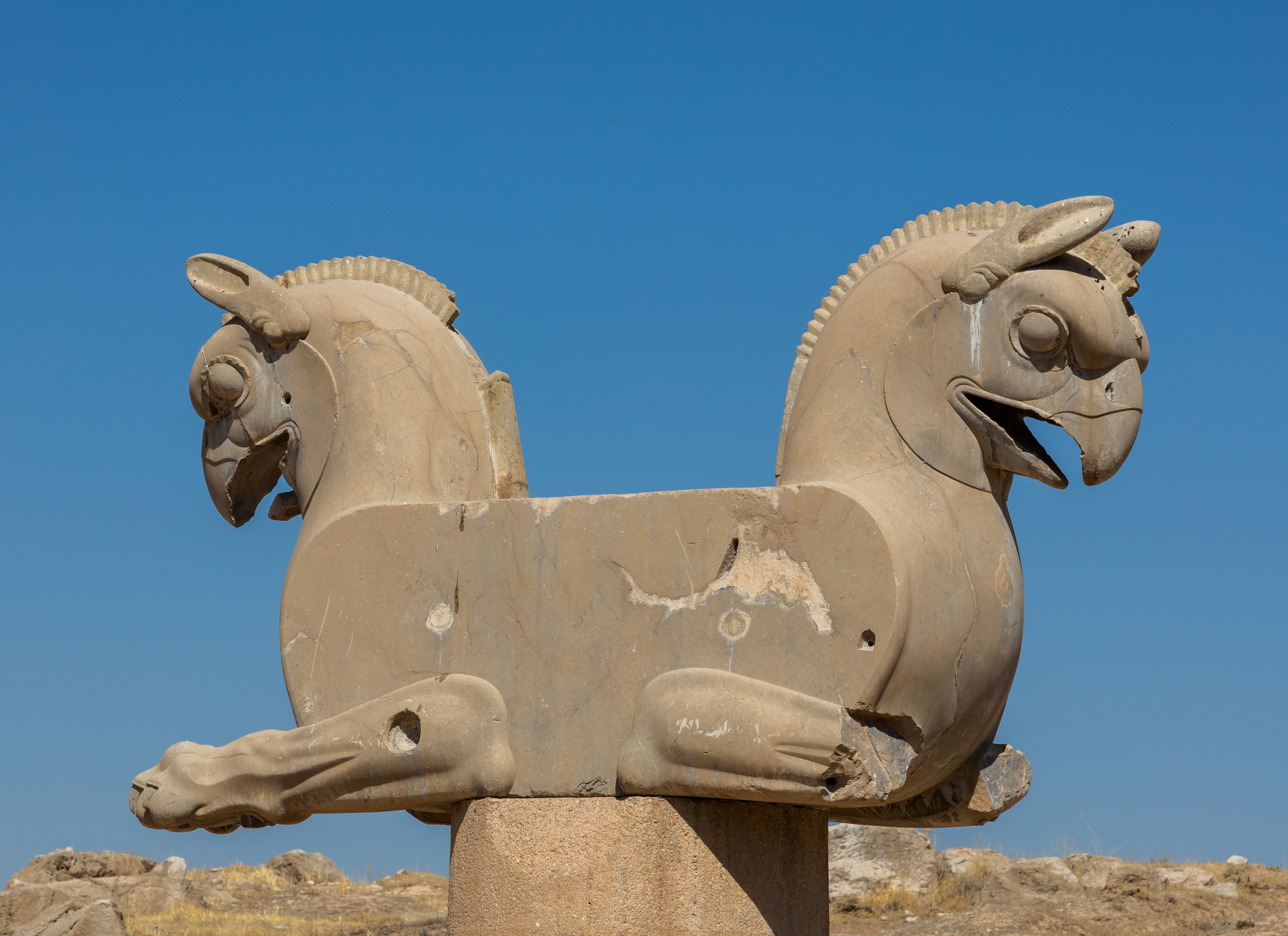
سرستون‌های راهرو
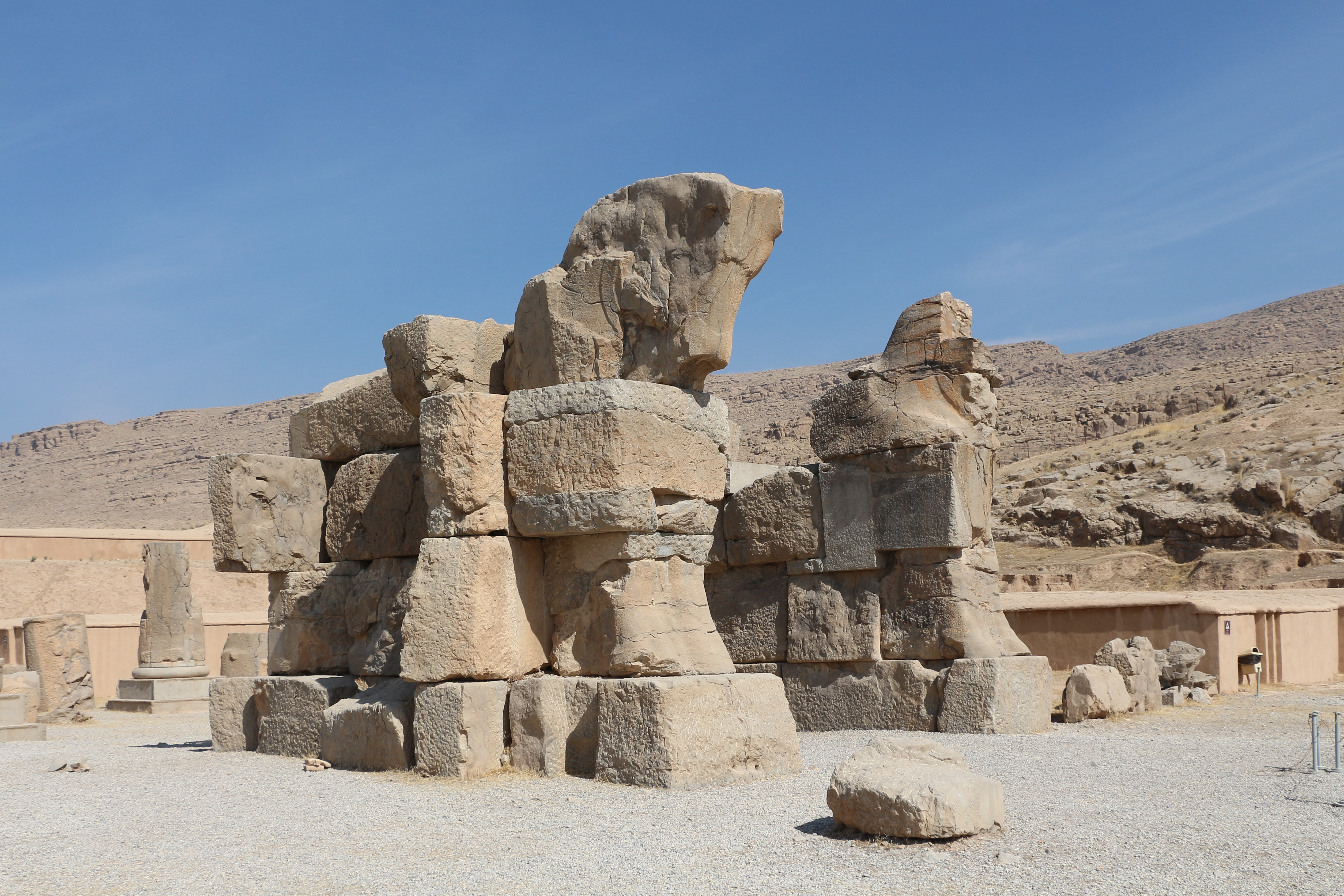
نمای جنوبی در ورودی ناتمام